# Крива Балка (Миколаївський район)
Кри́ва Ба́лка — село в Україні, у Веснянській сільській громаді Миколаївського району Миколаївської області. Населення становить 1489 осіб. Колишній орган місцевого самоврядування — Кривобалківська сільська рада.
Неподалік від села розташований ландшафтний заказник «Бондаревські джерела».

## Герб
Щит скошений зліва срібним перев'язом із червоним орнаментом який можна охарактеризувати як крива балка (герб є промовистим). У першій зеленій частині золотий сніп із перевеслом. У другій лазуровій частині срібна голова бика.

## Населення

### Мова
Розподіл населення за рідною мовою за даними перепису 2001 року:
| Мова            | Кількість | Відсоток |
| --------------- | --------- | -------- |
| українська      | 1373      | 92.21%   |
| російська       | 102       | 6.85%    |
| вірменська      | 7         | 0.47%    |
| румунська       | 4         | 0.27%    |
| білоруська      | 2         | 0.13%    |
| інші/не вказали | 1         | 0.07%    |
| Усього          | 1489      | 100%     |

## Відомі люди
- Гранда Руслан Володимирович (1971—2015) — старшина ЗСУ, учасник російсько-української війни.